# Gaston Amila
Pas d'image ? Cliquez ici

a Compétitions nationales et continentales officielles uniquement.

Gaston Amila, né le 25 juin 1906 à Lézignan et mort dans cette même ville le 24 mars 1998, est un joueur et entraîneur français de rugby à XV et de rugby à XIII.
Né à Lézignan, c'est naturellement qu'il rejoint le club de rugby à XV du FC Lézignan qui évolue dans le Championnat de France. Le club joue les premiers rôles du Championnat avec lequel Amila entouré de Léopold Fabre et Maurice Porra atteint la finale en 1929 qu'Amila ne dispute pas, blessé. Le club est exclu du Championnat en 1931 obligeant Amila a exercé le rugby ailleurs, il rejoint alors le Stadoceste nîmois entre 1931 et 1934.
En 1934, Galia, radié par la Fédération française de rugby à XV, introduit le nouveau code de rugby, le rugby à XIII, et cherche à convaincre d'autres joueurs de le rejoindre. Gaston Amila répond positivement et change de code de rugby. Dénonçant l'amateurisme marron et l'hypocrisie du rugby à XV français, Amila rejoint le rugby à XIII et fait partie de la première manifestation du rugby à XIII français en prenant part à la tournée des Pionniers. Il devient à l’orée de la saison 1934-1935 l'une des têtes d'affiches du Championnat de France en signant pour Lyon-Villeurbanne. Il reste quatre années dans le Rhône permettant de s'offrir le titre de Coupe de France en 1935 aux côtés de Robert Samatan, Charles Mathon, Antonin Barbazanges et Joseph Griffard. En 1938, il rejoint et lance Cavaillon XIII en tant qu'entraîneur-joueur qui vient de rejoindre le rugby à XIII puis revient à Lézignan qui rejoint également le rugby à XIII avant que la Seconde Guerre mondiale débute et qu'une interdiction du rugby à XIII en France ne soit mise en place. Il joue ensuite toujours à Lézignan durant la guerre mais dans le code du rugby à XV. Il est à de nombreuses reprises convoqué en équipe de France de rugby à XIII mais est resté à chaque occasion remplaçant.
À la sortie de la guerre, il reste à Lézignan et devient entraîneur du club revenu au rugby à XIII.

## Biographie
Après sa carrière, il tient pendant longtemps le café à proximité de la mairie de Lézignan, aujourd'hui 34 cours de la Libération.

## Palmarès

### Rugby à XV
- Collectif :
  - Finaliste du Championnat de France : 1929[1] (Lézignan).

#### En club
| Saison                                       | Saison            | Championnat                       | Championnat     |
| Saison                                       | Saison            | Comp.                             | Class.          |
| -------------------------------------------- | ----------------- | --------------------------------- | --------------- |
| 1922-1923                                    | FC Lézignan       | Championnat de France             | poule de cinq   |
| 1923-1924                                    | FC Lézignan       | Championnat de France             | poule de cinq   |
| 1924-1925                                    | FC Lézignan       | Championnat de France de 2e série |                 |
| 1925-1926                                    | FC Lézignan       | Championnat de France             | poule de trois  |
| 1926-1927                                    | FC Lézignan       | Championnat de France             | poule de quatre |
| 1927-1928                                    | FC Lézignan       | Championnat de France             | poule de cinq   |
| 1928-1929                                    | FC Lézignan       | Championnat de France             | Finaliste       |
| 1929-1930                                    | FC Lézignan       | Championnat de France             | poule de trois  |
| 1930-1931                                    | FC Lézignan       | Championnat de France             | poule de trois  |
| 1931-1932                                    | Stadoceste nîmois | Championnat de Provence           |                 |
| 1932-1933                                    | Stadoceste nîmois | Championnat de Provence           |                 |
| 1933-1934                                    | Stadoceste nîmois | Championnat de Provence           |                 |
| Gaston Amila décide de jouer au rugby à XIII |                   |                                   |                 |
| 1940-1941                                    | FC Lézignan       |                                   |                 |

### Rugby à XIII
- Collectif :
  - Vainqueur de la Coupe de France : 1935 (Lyon-Villeurbanne).

#### Statistiques
| Saison    | Saison               | Championnat           | Championnat | Coupe           | Coupe      | Sélection | Sélection | Sélection | Sélection | Sélection | Sélection |
| Saison    | Saison               | Comp.                 | Class.      | Comp.           | Class.     | Comp.     | M         | Pts       | Ess.      | Buts      | Dp.       |
| --------- | -------------------- | --------------------- | ----------- | --------------- | ---------- | --------- | --------- | --------- | --------- | --------- | --------- |
| 1934-1935 | US Lyon-Villeurbanne | Championnat de France | 3e          | Coupe de France | Vainqueur  |           |           |           |           |           |           |
| 1935-1936 | US Lyon-Villeurbanne | Championnat de France | 1/2 finale  | Coupe de France | 1/4 finale |           |           |           |           |           |           |
| 1936-1937 | US Lyon-Villeurbanne | Championnat de France | 5e          | Coupe de France | 1/4 finale |           |           |           |           |           |           |
| 1937-1938 | US Lyon-Villeurbanne | Championnat de France | 1/4 finale  | Coupe de France | 1/4 finale |           |           |           |           |           |           |
| 1938-1939 | SU Cavaillon         | Championnat de France | 10e         | Coupe de France | 1/8 finale |           |           |           |           |           |           |